# Vereniging Martijn
Vereniging MARTIJN är en nederländsk förening som förespråkar acceptans och legalisering av sexuella relationer mellan barn och vuxna. Organisationen är häftigt kritiserad, men är inte olaglig. 1986-2006 publicerade nätverket tidskriften OK magazine, som endast sändes ut via e-post, och som utgjordes av essäer, brev och intervjuer samt fotografier av lättklädda och nakna barn. Föreningen har tidigare varit medlem av ILGA, International Lesbian and Gay Association, men uteslöts 1994.

## Kampanjen mot MARTIJN
2003 organiserade de nederländska partierna New Right och New National Party en nationell kampanj mot föreningen. De förklarades också vara högerextrema av sina opponenter. Kampanjen leddes av Michiel Smit, Florens van der Kooi och Inge Bleecke (från nätverket Mödrar mot pedofili).

## Fotografier av prinsessan Amalia
I oktober 2007 hamnade föreningen åter i medias blickfång då det framkom att fotografier av den holländska prinsessan Catharina-Amalia, dotter till dåvarande kronprinsen Willem-Alexander av Nederländerna och hans hustru Máxima, visades på föreningens hemsida. Prinsen gick till rätten och krävde 50.000 euro i böter och att fotona skulle tas bort från sidan. Rätten höll med om att fotona måste tas bort och införde böter på 5000 euro varje gång foton av barn från kungafamiljen visades på sidan. Organisationen tvingades också betala 1235 euro i rättegångskostnader.

## Polisutredning
I oktober 2010 gjorde polisen en husrannsakan hos gruppens ledare, Ad van den Berg, varpå de fann att nedladdningar av illegalt material gjorts via van den Bergs internetuppkoppling. I mars 2011 gick polisen ut med att stora mängder av barnpornografi hade hittats bland materialet, och den 29 mars konfiskerades ytterligare material, inklusive datorer, då Van den Berg greps.  Han dömdes den 18 oktober 2011 till tre års fängelse för innehav av 150 000 bilder och 7500 filmer av barnpornografisk natur.

## Föreningen som sådan inte illegal
Den 18 juni 2011 annonserade landets justitiedepartement att föreningens aktiviteter inte är olagliga, enligt nederländsk lag. Även om enskilda medlemmar har blivit misstänkta och även dömda för illegala aktiviteter så har brotten inte gjorts för föreningens räkning. Därmed är det inte möjligt att döma, förbjuda eller upplösa föreningen.